# 2014 UZ224
2014 UZ224 — крупный транснептуновый объект в поясе Койпера, кандидат в карликовые планеты. Открыт группой астрономов в рамках проекта Pan-STARRS на снимках, полученных 19 августа 2014 года посредством камеры DECam телескопа имени Виктора Бланко в обсерватории Серро-Тололо в Чили. Получил неформальное название DeeDee (сокращение от Distant Dwarf). Свет от DeeDee доходит до Земли за 13 часов. Объявление об открытии было опубликовано 11 октября 2016 года.
Диаметр 2014 UZ224 при открытии оценили в 420—1180 км. В 2017 году диаметр при помощи миллиметрового/субмиллиметрового телескопа Atacama Large Millimeter Array в Чили оценили в 635+65
−72 км, температуру поверхности — в 30 K, альбедо составляет 13 %. По данным М. Брауна при альбедо 13 % и магнитуде 3,8 диаметр 2014 UZ224 будет равен 684 км.
Орбита 2014 UZ224, как и орбита объектов 2015 RR245, 2014 FE72, полностью пролегает за орбитой Нептуна. Период обращения по вытянутой орбите (38—180 а. е.) вокруг Солнца составляет 1136 лет.
По состоянию на 10 октября 2016 года объект находился на расстоянии ок. 91,6 а. е. от Солнца и это расстояние будет уменьшаться, пока он не достигнет перигелия (38 а. е. от Солнца) в 2142 году. В настоящее время 2014 UZ224 является третьим по удалённости объектом Солнечной системы после Эриды (96,2 а. е.) и V774104 (~ 103 а. е.). 2012 VP113 в 2014 году находился на расстоянии 83 а. е. от Солнца, (532037) Шиминигагуа — на расстоянии 80 а. е. от Солнца.